# Aquí mando yo
Aquí mando yo es una telenovela chilena creada y escrita por Daniella Castagno y transmitida por Televisión Nacional de Chile desde el 12 de septiembre de 2011 hasta el 23 de abril de 2012. Es protagonizada por Jorge Zabaleta y María Elena Swett.

## Argumento
Diego (Jorge Zabaleta) es un despelotado locutor de radio. Mientras Sofía (María Elena Swett), su exesposa, viaja por el mundo cosechando éxitos como ejecutiva top. En la medida que fueron armando su familia y se juraban amor eterno Diego se fue estancando profesionalmente ya que nunca pudo terminar su carrera, mientras Sofía se recibió con honores y hoy es una exitosa head hunter que viaja por el mundo seleccionando los mejores profesionales para grandes empresas. El problema es que ella se queda sin tiempo y no tiene quien le cuide a sus hijas Antonella (Catalina Castelblanco) y Chiara (Emilia Burr) durante todo el día.
Este abismo laboral produjo muchos conflictos en la pareja, sobre todo cuando Sofía se cansó de que Diego fuera un hijo más, irresponsable y sin evolucionar como ella lo hizo. Entonces el matrimonio se vino abajo y hace cuatro años están separados. 
El día a día de Sofía y las niñas no es fácil. Entre el excesivo trabajo de ella y las demandas naturales de sus dos pequeñas, se ve habitualmente sobrepasada. Si a eso se le suma la muerte de la nana de toda la vida y que manejaba a la perfección el hogar, Sofía termina por colapsar en todos los planos. Por eso busca ayuda en Diego haciéndole una tentadora oferta: le propone hacerse cargo de la casa y el cuidado de las niñas. Él piensa que este cambio de roles será pan comido, porque disfrutará con sus hijas y estará más cerca de ellas. Y además recibirá un suculento sueldo. 
Este cambio de roles, será el puntapié inicial de una historia marcada por la promesa de una vida de rey que se desvanece rápidamente. Pero las cosas no serán tan sencillas como Diego piensa ni tampoco como lo planeó Sofía. Estar cerca nuevamente el uno del otro despertará en ellos una batalla que se había dormido, y también una pasión que estaba muy lejos de terminar.

## Reparto

### Principales
- Jorge Zabaleta como Diego Buzzoni[2]
- Maria Elena Swett como Sofia Kuncar[3]
- Coca Guazzini como Rocío Leighton
- Jaime Vadell como Pedro Montenegro
- Carolina Varleta como Anita Bilbao
- Cristian Riquelme como Jorge Camacho
- Begoña Basauri como María Carolina Silva[4]
- Fernando Larraín como Maximiliano Montenegro
- Loreto Valenzuela como Carmen Morales
- Fernando Farias como Gino Buzzoni
- Rodrigo Muñoz como Arnoldo Grez
- Yamila Reyna como Laura Maza
- Constanza Piccoli como Isabel Grez
- Alonso Quintero como Rodrigo Montenegro
- Catalina Castelblanco como Antonella Buzzoni
- Hernán Contreras como Cristián Grez
- Catalina Vallejos como Sofía Egaña
- Nicolás Vigneaux como Franco Bilbao
- Antonella Castagno como Margarita Egaña
- Emilia Burr como Chiara Buzzoni

## Recepción
Aquí mando yo debutó el 12 de septiembre de 2011 en primer lugar, con una audiencia de 21,6 puntos de rating, la más alta de ese día en la televisión chilena. Tras su éxito significó un cambio de temáticas en las telenovelas de Televisión Nacional de las 20:00 horas, retomando el estilo de comedia familiar con tématicas sencillas que estuvo presente hasta 2009 con Los ángeles de Estela, y que también había sido abandonado en Canal 13. Esto desencadenó que en TVN se hicieran de forma sucesiva otras telenovelas de comedia para el horario de las 20:00 horas, hasta noviembre de 2013 con la salida de la directora del área dramática, María Eugenia Rencoret, que se llevó gran parte de su equipo de producción a Mega. Tras ello, en Mega se siguió haciendo con éxito telenovelas de este tipo, mientras que en TVN se descontinuaron.
Esta fue la telenovela más vista durante su periodo de emisión y su final, emitido el 23 de abril de 2012, promedió 25,3 puntos de rating con un peak de 31 puntos.

## Banda sonora
| Intérprete                  | Tema                      | Personaje(s)             | Actor(es)                                           |
| --------------------------- | ------------------------- | ------------------------ | --------------------------------------------------- |
| Eyci and Cody               | «Te amo con locura»       | Tema principal           | Tema principal                                      |
| Carlos Baute                | «Quien te quiere como yo» | Diego y Sofía            | Jorge Zabaleta y María Elena Swett                  |
| Luis Fonsi                  | «Gritar»                  | Diego y Anita            | Jorge Zabaleta y Carolina Varleta                   |
| Axel                        | «Te voy a amar»           | Diego y Anita            | Jorge Zabaleta y Carolina Varleta                   |
| Chayanne                    | «Me pierdo contigo»       | Sofía y Jorge            | María Elena Swett y Cristián Riquelme               |
| El Potro Álvarez            | «Una vaina loca»          | Diego, Antonella y Kiara | Jorge Zabaleta, Catalina Castelblanco y Emilia Burr |
| Chino y Nacho               | «Mi niña bonita»          | Diego, Antonella y Kiara | Jorge Zabaleta, Catalina Castelblanco y Emilia Burr |
| Marco Antonio Solís         | «Tú me vuelves loco»      | Rocío y Pedro            | Coca Guazzini y Jaime Vadell                        |
| Selena Gomez                | «Un año sin lluvia»       | Isabel y Rodrigo         | Constanza Piccoli y Alonso Quinteros                |
| Eyci and Cody               | «No me dejes»             | Isabel y Rodrigo         | Constanza Piccoli y Alonso Quinteros                |
| Anahi                       | «Alérgico»                | Cristian y Josefina      | Hernán Contreras y Catalina Vallejos                |
| Shakira                     | «Rabiosa»                 | Laura Mazza              | Yamila Reyna                                        |
| Josenid y Makano            | «Amor de colegio»         | Franco y Margarita       | Nicolas Vigneaux y Antonella Castagno               |
| RBD                         | «Inalcanzable»            | Antonella y Cristian     | Catalina Castelblanco y Hernán Contreras            |
| Daddy Yankee y Prince Royce | «Ven conmigo»             | Locaciones               | Locaciones                                          |
| Fuego                       | «Una vaina loca»          | Locaciones               | Locaciones                                          |
| Tito el Bambino             | «Llama al sol»            | Locaciones               | Locaciones                                          |
| Eyci and Cody               | «Esa nena quiere»         | Locaciones               | Locaciones                                          |

## Emisión internacional
- Argentina: Casa Club TV.
- Ecuador: Telerama.
- Uruguay: Monte Carlo TV.
- Venezuela: Televen

## Retransmisiones
Aquí mando yo, fue retransmitida por la señal nacional de TVN desde el 6 de abril de 2020, por primera vez desde su emisión original en 2011. Pero tras una semana, su retransmisión fue cancelada para priorizar la entrega de noticias relacionadas con la evolución de la pandemia de coronavirus en Chile. Aunque siguió siendo emitida en TV Chile a las 19:45 horas.